# ان‌پاور
ان‌پاور (انگلیسی: Npower) شرکت برق بریتانیایی است، که در سال ۲۰۰۰ تأسیس شد.